# Příčetnost
Příčetnost označuje v trestním právu duševní stav pachatele trestného činu v době jeho spáchání, při němž nejsou negativně ovlivněny schopnosti pachatele rozpoznat jeho protiprávnost nebo ovládat své jednání. Posouzení příčetnosti, resp. nepříčetnosti pachatele je důležité z hlediska právní zásady, že vůle duševně chorého nemá právní účinky.
Příčetnost je v trestním zákoníku vymezena pouze negativně v § 26: „Kdo pro duševní poruchu v době spáchání činu nemohl rozpoznat jeho protiprávnost nebo ovládat své jednání, není za tento čin trestně odpovědný.“ Legální definice nepříčetnosti tedy kumulativně obsahuje tři základní znaky:
- duševní porucha pachatele,
- která nastala nebo trvala v době spáchání činu
- a v jejíž důsledku vznikla neschopnost rozpoznat protiprávnost (neschopnost intelektuální) nebo neschopnost ovládat jednání (neschopnost volní).

Zbavení nebo omezení způsobilosti osoby k právním úkonům není pro posuzování stavu nepříčetnosti rozhodujícím kritériem. Otázka nepříčetnosti je otázkou právní, o níž rozhodují orgány činné v trestním řízení na základě znaleckého posudku. Dopustí-li se nepříčetný pachatel činu jinak trestného a jeho pobyt na svobodě je nebezpečný (posuzuje opět znalec), uloží mu soud obligatorně ochranné léčení (§ 72 odst. 1 TZ). Ochranné léčení může mít jak ambulantní, tak ústavní charakter.

## Duševní porucha
Duševní porucha je tzv. biologickým kritériem nepříčetnosti. Zahrnuje pod sebou velké množství nejrůznějších odchylek chování a prožívání postiženého člověka. Může mít krátkodobý charakter (např. epileptický záchvat, patický afekt, šokové reakce), ale může přetrvávat po mnoho let (např. schizofrenie, manio-depresivní porucha, parafrenie aj.). Posuzování nepříčetnosti pachatele je vždy přísně individuální a s úrovní poznání psychiatrické vědy a metod jejich léčení se neustále mění – vyvíjí se jak klasifikace duševních poruch, tak i jejich výčet.
Ovšem duševní porucha sama o sobě ještě nemusí být příčinou třestněprávně relevantní nepříčetnosti. Tou je pouze tehdy, pokud má za následek nedostatek schopnosti intelektuální nebo volní, a to v době spáchání činu. Existuje-li pochybnost o příčetnosti pachatele, musí orgán činný v trestním řízení přibrat soudního znalce z oboru zdravotnictví odvětví psychiatrie k vypracování znaleckého posudku, v němž znalec k otázce příčetnosti pachatele nebo jeho nepříčetnosti zaujme jednoznačné odborné stanovisko.

## Doba spáchání trestného činu
Osoba může být nepříčetná v důsledku krátkodobé duševní poruchy před spácháním trestného činu, případně po jeho spáchání. Taková nepříčetnost však nemá pro rozhodování o tom, zda jde o trestný čin či nikoli, žádný význam. Význam duševní porucha nabývá pouze tehdy, byla-li diagnostikována v době spáchání trestného činu.
U pokračování v trestném činu a trestného činu trvajícího nelze společně posuzovat ty útoky, jichž se pachatel dopustil ve stavu nepříčetnosti (protože nejde o trestný čin, ale pouze o čin jinak trestný) s těmi, u nichž nepříčetnost diagnostikována nebyla.
Trestní řád stanoví postup i pro případ, kdy duševní porucha nastane až po spáchání trestného činu, např. v důsledku vazební deprese. Z takového případu sice nevyplývají žádné hmotněprávní důsledky, orgán činný v trestním řízení se ale musí vypořádat s otázkou, zda je takto postižená osoba schopna chápat smysl trestního řízení, zda nejsou splněny podmínky pro přerušení trestního stíhání. Duševní porucha podle okolností může být příčinou pro odklad výkonu trestu nebo přerušení výkonu trestu.

## Intelektuální a volní neschopnost
Neschopnost pachatele rozpoznat nebezpečnost činu pro společnost a jeho neschopnost ovládnout své jednání mohou být dány jak alternativně, tak kumulativně. Pro závěr o nepříčetnosti postačí existence jedné z forem neschopnosti.
O nedostatek intelektuální schopnosti půjde tehdy, jestliže pachatel nebyl schopen v době činu v důsledku duševní poruchy, schopen rozpoznat, že jeho čin je společensky nebezpečný.
O nedostatek volní schopnosti půjde tehdy, jestliže si pachatel uvědomuje, že jeho čin vykazuje znaky společenské nebezpečnosti, ale není schopen se ovládnout.

## Zmenšená příčetnost
V praxi často nelze jednoznačně potvrdit, že osoba, jež se dopustila skutku, v němž může být spatřován trestný čin, byla v době jeho spáchání nepříčetná. Nelze se však kategoricky vyslovit ani pro opačný názor. Intelektuální a volní schopnosti takové osoby mohou být různou měrou zeslabeny. Takové zeslabení je v trestním právu označováno jako zmenšená příčetnost.
Skutečnost, že ke spáchání trestného činu došlo ve stavu zmenšené příčetnosti, ještě nutně nevylučuje trestní odpovědnost pachatele. Jde o okolnost, která odůvodňuje zvláštní postup vůči pachateli a má význam především z pohledu rozhodování o trestu, případně uložení ochranného opatření – ochranné léčení podle § 72 TZ, které může být pachateli uloženo vedle trestu, případně místo trestu, je-li s ohledem na resocializaci pachatele účinnější než uložení trestu.